# Iațkovîci, Berezne
Iațkovîci (în ucraineană Яцьковичі) este o comună în raionul Berezne, regiunea Rivne, Ucraina, formată numai din satul de reședință.

## Demografie
Componența lingvistică a comunei Iațkovîci
     Ucraineană (99,83%)
     Alte limbi (0,16%)
Conform recensământului din 2001, majoritatea populației comunei Iațkovîci era vorbitoare de ucraineană (99,83%), existând în minoritate și vorbitori de alte limbi.